# Automeris banus
Automeris banus é uma espécie de mariposa do gênero Automeris, da família Saturniidae.
Sua ocorrência foi registrada na Argentina, Bolívia, Colômbia, Costa Rica, Equador, Guatemala, México, Nicarágua e Peru.

## Subespécies
Possui as seguintes subespécies:
- A. b. argentifera
- A. b. banumediata
- A. b. banus
- A. b. proxima
- A. b. proximus